# Stínka zední
Stínka zední (Oniscus asellus) je suchozemský korýš z kmene členovců. Patří do rodu stínka z řádu stejnonožců. Jedná se o jeden z největších a nejběžnějších druhů stínek žijící v Evropě a Severní Americe.

## Popis
Dorůstá délky 16 mm a šířky 6 mm a má zploštělé tmavošedé tělo. Krunýř je vyztužen vápenatými solemi, které získává z prostředí včetně konzumace staré svlečky (exuvie). Na rozdíl od svinek nedokáže stočit tělo do obranné pozice – kuličky.

## Výskyt
Vyskytuje se na vlhkých místech (např. v lesích, na starých zdech), neboť potřebuje udržovat dýchací orgány ve vlhku (vyskytují se na zadním páru končetin).
Rozšířená v Evropě vyjma na Středomoří, a to i na Britských ostrovech, do Severní Ameriky byla zavlečena.

## Potravní vztahy
Mezi její potravu patří tlející zbytky listí.
Často bývá kořistí pavouků z rodu šestiočka (viz potravní specializace), respektive celosvětově rozšířeným druhem šestiočka velká (Dysdera crocata).